# Federazione cestistica della Costa Rica
La Federazione cestistica della Costa Rica è l'ente che controlla e organizza la pallacanestro in Costa Rica.
La federazione controlla inoltre la nazionale di pallacanestro della Costa Rica. Ha sede a San José e l'attuale presidente è Luis Guillermo Rodríguez Retana.
È affiliata alla FIBA dal 1969 e organizza il campionato di pallacanestro della Costa Rica.